# Iraki kurd labdarúgó-válogatott
Az Iraki Kurd labdarúgó-válogatott (kurdul: ھەڵبژاردەی تۆپی پێی كوردستان, Helbijardey Topî pêy Kurdistan) Iraki Kurdisztán autonómiai területen lévő nemzeti válogatott. A FIFA és az Ázsiai Labdarúgó-szövetség (AFC) elutasította az Iraki Kurd Labdarúgó-szövetség (Iraqi Kurdistan Football Association) kérelmét, így nem szerepelhetnek a labdarúgó-világbajnokságon és az Ázsia-kupában sem. 2006 júniusában csatlakoztak az NF-Tanácshoz. A válogatott a 2008-as VIVA labdarúgó-világbajnokságon szerepelt először nemzetközi tornán. A negyedik helyet szerezték meg a megmérettetésben, miután Lappföld ellen 3-1-re elvesztették a bronzmérkőzést. A világbajnokságon megszerezték az első, egyben utolsó győzelmüket ezen tornán Provence ellen.
2008 decemberében teljes jogú tagságot kapott az NF-Tanácstól, viszont nem kapta meg a 2010-es VIVA labdarúgó-világbajnokság rendezési jogát. Miután elvesztette a 2009-es, illetve a 2010-es világbajnokság döntőjét, 2012-ben megrendezhette a megmérettetést, amikor is bajnok lett. Észak-Ciprus ellen nyert 2-1-re, 22 ezer néző előtt.

## Az Iraki Kurd Labdarúgó-szövetség hivatalos címere
Az Iraki Kurd Labdarúgó-szövetség emblémáját egy kurd művész, Rawand Sirwan Nawroly (kurdul: ره‌وه‌ند سیروان نه‌ورڕۆڵی) készítette. A logó tartalmazza Kurdisztán zászlajának piros-fehér-sárga-zöld színét, benne a Newroz tűzével. A sárga labda reprezentálja a kurd napocskát, a zöld szín pedig Kurdisztán táját.

## VIVA labdarúgó-világbajnokság
| VIVA labdarúgó-világbajnokság | VIVA labdarúgó-világbajnokság | VIVA labdarúgó-világbajnokság | VIVA labdarúgó-világbajnokság | VIVA labdarúgó-világbajnokság | VIVA labdarúgó-világbajnokság | VIVA labdarúgó-világbajnokság | VIVA labdarúgó-világbajnokság |    |
| Év                            | Eredmény                      | Hely                          | M                             | Gy                            | D*                            | V                             | Rg                            | Kg |
| ----------------------------- | ----------------------------- | ----------------------------- | ----------------------------- | ----------------------------- | ----------------------------- | ----------------------------- | ----------------------------- | -- |
| 2006                          | Nem indult                    | -                             | -                             | -                             | -                             | -                             | -                             | -  |
| 2008                          | Elődöntős                     | 4.                            | 5                             | 1                             | 2                             | 2                             | 7                             | 7  |
| 2009                          | Döntős                        | 2.                            | 4                             | 2                             | -                             | 2                             | 11                            | 4  |
| 2010                          | Döntős                        | 2.                            | 4                             | 3                             | -                             | 1                             | 9                             | 5  |
| 2012                          | Döntős                        | 1.                            | 4                             | 4                             | -                             | -                             | 11                            | 2  |
| Összesen                      | 4/5                           |                               | 17                            | 10                            | 2                             | 5                             | 38                            | 18 |

## ConIFA labdarúgó-világbajnokság
| ConIFA labdarúgó-világbajnokság | ConIFA labdarúgó-világbajnokság | ConIFA labdarúgó-világbajnokság | ConIFA labdarúgó-világbajnokság | ConIFA labdarúgó-világbajnokság | ConIFA labdarúgó-világbajnokság | ConIFA labdarúgó-világbajnokság | ConIFA labdarúgó-világbajnokság |    |
| Év                              | Eredmény                        | Hely                            | M                               | Gy                              | D                               | V                               | Rg                              | Kg |
| ------------------------------- | ------------------------------- | ------------------------------- | ------------------------------- | ------------------------------- | ------------------------------- | ------------------------------- | ------------------------------- | -- |
| 2014                            | Negyeddöntő                     | 6.                              | 5                               | 1                               | 3                               | 1                               | 14                              | 6  |
| 2016                            | Negyeddöntő                     | 8.                              | 5                               | 2                               | 3                               | 0                               | 9                               | 3  |
| Összesen                        | 2/2                             |                                 | 10                              | 3                               | 6                               | 1                               | 23                              | 9  |

## Szponzorok
Nike (2011- )

## Játékoskeret
| Szám | Poszt | Név                    | Születési dátum / Kor       | Válogatottság | Gólok | Klub        |
| ---- | ----- | ---------------------- | --------------------------- | ------------- | ----- | ----------- |
|      | K     | Didar Hamid            |                             | 8             | 0     | Zakho       |
|      | K     | Ghafur Othman          |                             | 4             | 0     | Brusk       |
|      | K     | Kawa Dino              |                             | 0             | 0     | Duhok       |
|      | V     | Walat Celik            |                             | 15            | 1     | UCH CEU     |
|      | V     | Bayar Abubakir         |                             | 7             | 0     | IRQ         |
|      | V     | Herdi Siamand          | 1985. január 31. (40 éves)  | 6             | 1     | Zakho       |
|      | V     | Jassim Mohammed Haji   | 1984. május 3. (40 éves)    | 5             | 0     | Zakho       |
|      | V     | Sherzad Mohamad        |                             | 5             | 0     | Erbil       |
|      | V     | Amanj Kareem           |                             | 5             | 0     | Erbil       |
|      | V     | Khalid Musheer         | 1981. február 14. (44 éves) | 4             | 1     | Duhok       |
|      | KP    | Halgurd Mulla Mohammed | 1988. március 11. (37 éves) | 8             | 5     | Erbil       |
|      | KP    | Haider Qarman          |                             | 8             | 6     | Erbil       |
|      | KP    | Nechirvan Shukri       |                             | 7             | 0     | Duhok       |
|      | KP    | Amanj Omer             |                             | 7             | 1     | Peshmarga   |
|      | KP    | Ali Aziz               |                             | 7             | 4     | Ararat FC   |
|      | KP    | Miran Khesro           |                             | 7             | 0     | Erbil       |
|      | KP    | Barzan Sherzad         |                             | 4             | 0     | Zakho       |
|      | KP    | Amad Ismail            |                             | 4             | 3     | Duhok       |
|      | KP    | Kosrat Baiz Ali        |                             | 4             | 2     | Erbil       |
|      | KP    | Ali Sirwan             |                             | 0             | 0     | Kirkuk      |
|      | KP    | Aland Hussein          |                             | 0             | 0     | Erbil B     |
|      | CS    | Karzan Abdulla         |                             | 10            | 6     | Brusk       |
|      | CS    | Hozan Ismail           | 1993. március 16. (31 éves) | 10            | 0     | Sulaymaniya |
|      | CS    | Nawzad Sherzad         |                             | 3             | 2     | Erbil       |
|      | CS    | Younis Shakour         |                             | 3             | 0     | Zakho       |
|      | CS    | Aras Muhammed          |                             | 1             | 0     | Duhok       |

## Fordítás
Ez a szócikk részben vagy egészben  az   Iraqi Kurdistan national football team című a Wikipédia-szócikk ezen változatának fordításán alapul.  Az eredeti cikk szerkesztőit annak laptörténete sorolja fel. Ez a jelzés csupán a megfogalmazás eredetét és a szerzői jogokat jelzi, nem szolgál a cikkben szereplő információk forrásmegjelöléseként.